# Mikromobilność

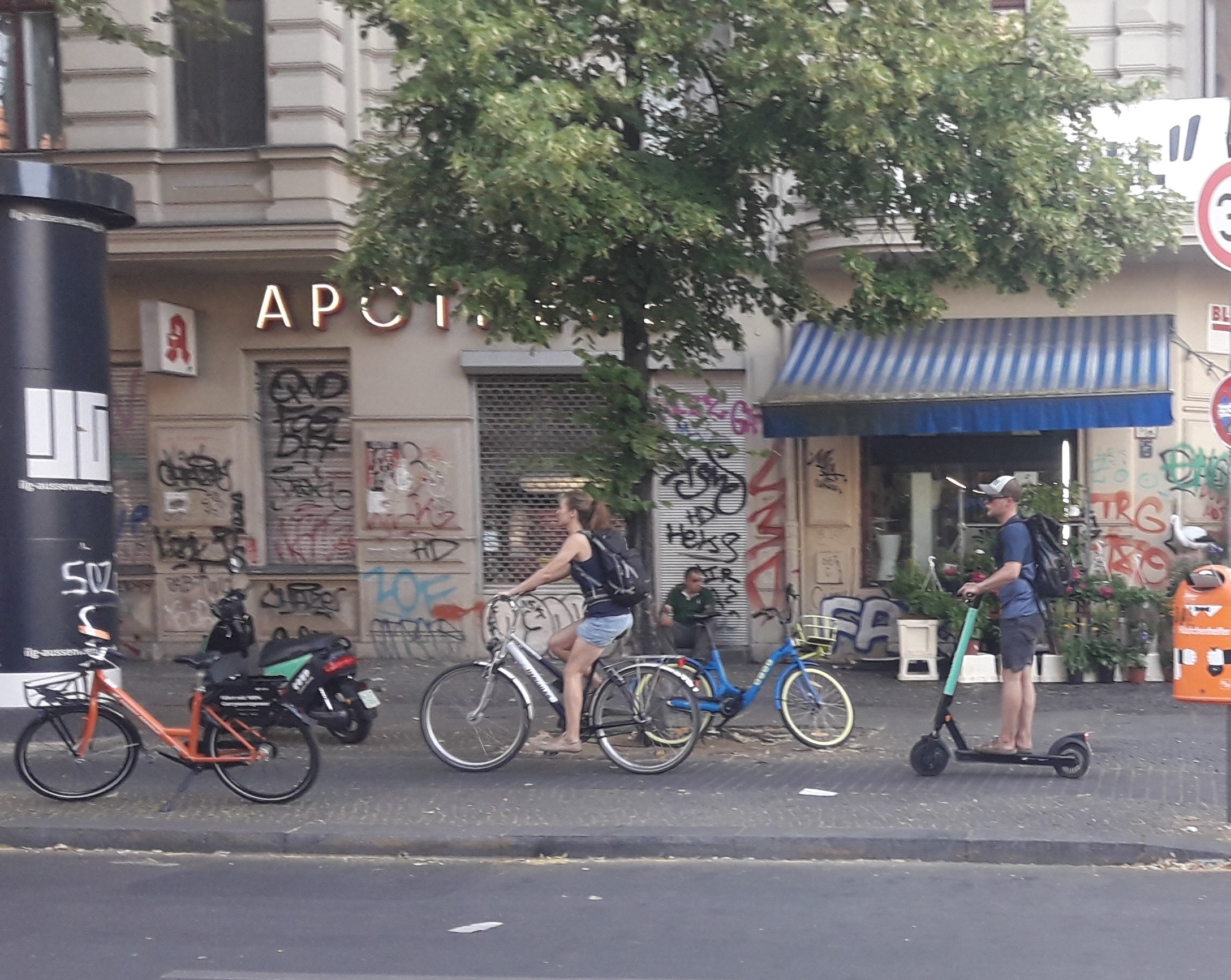
Prywatne i współdzielone jednoślady wykorzystywane do mikromobilności w Niemczech

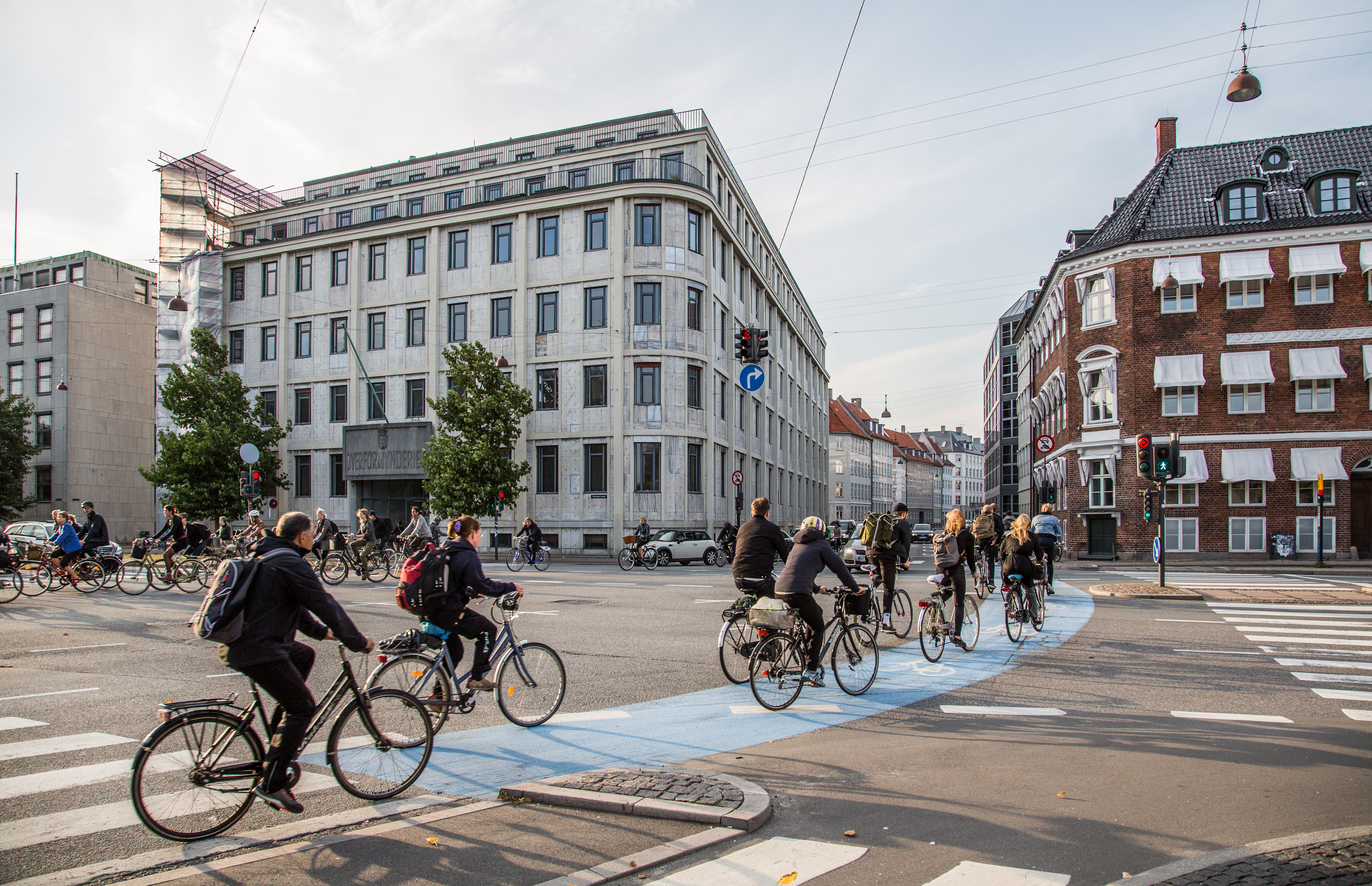
Rowerzyści w Danii

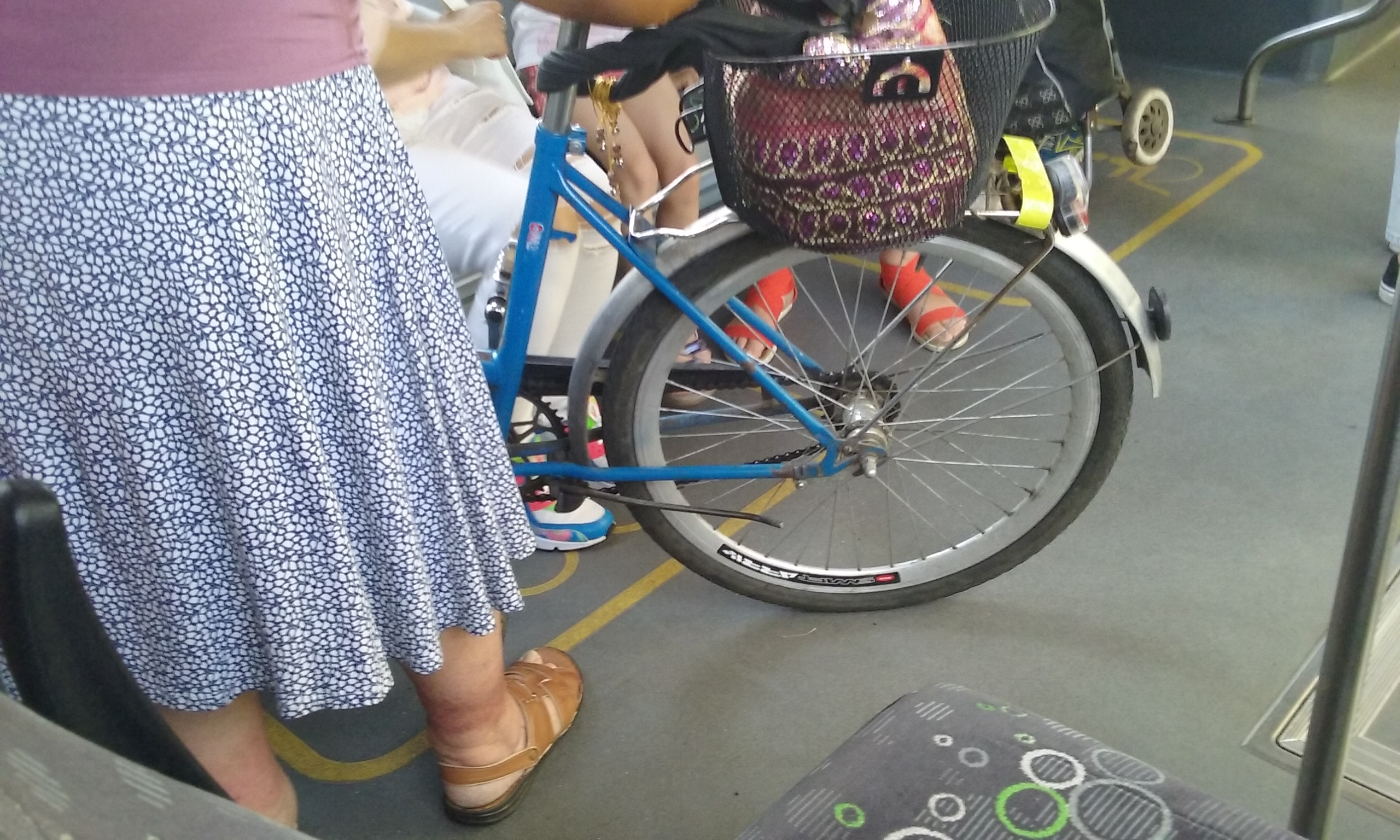
Starsza kobieta przewożąca rower w autobusie miejskim w Polsce

Tunele z velostradą (autostradą dla rowerów) pod tradycyjną autostradą A15 w Holandii

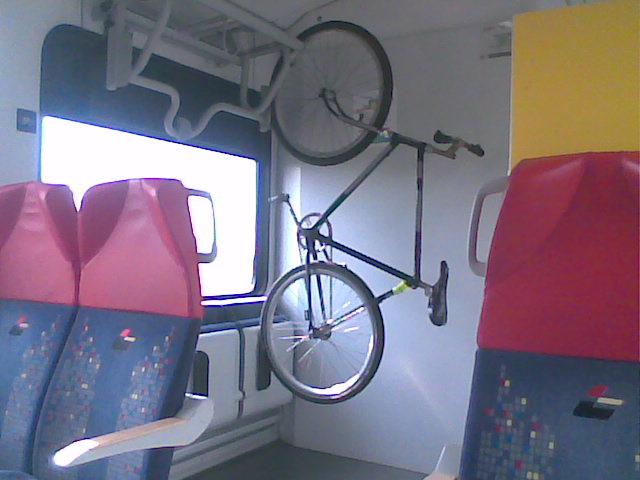
Stanowisko do przewozu rowerów w pociągu kolei aglomeracyjnej w Polsce

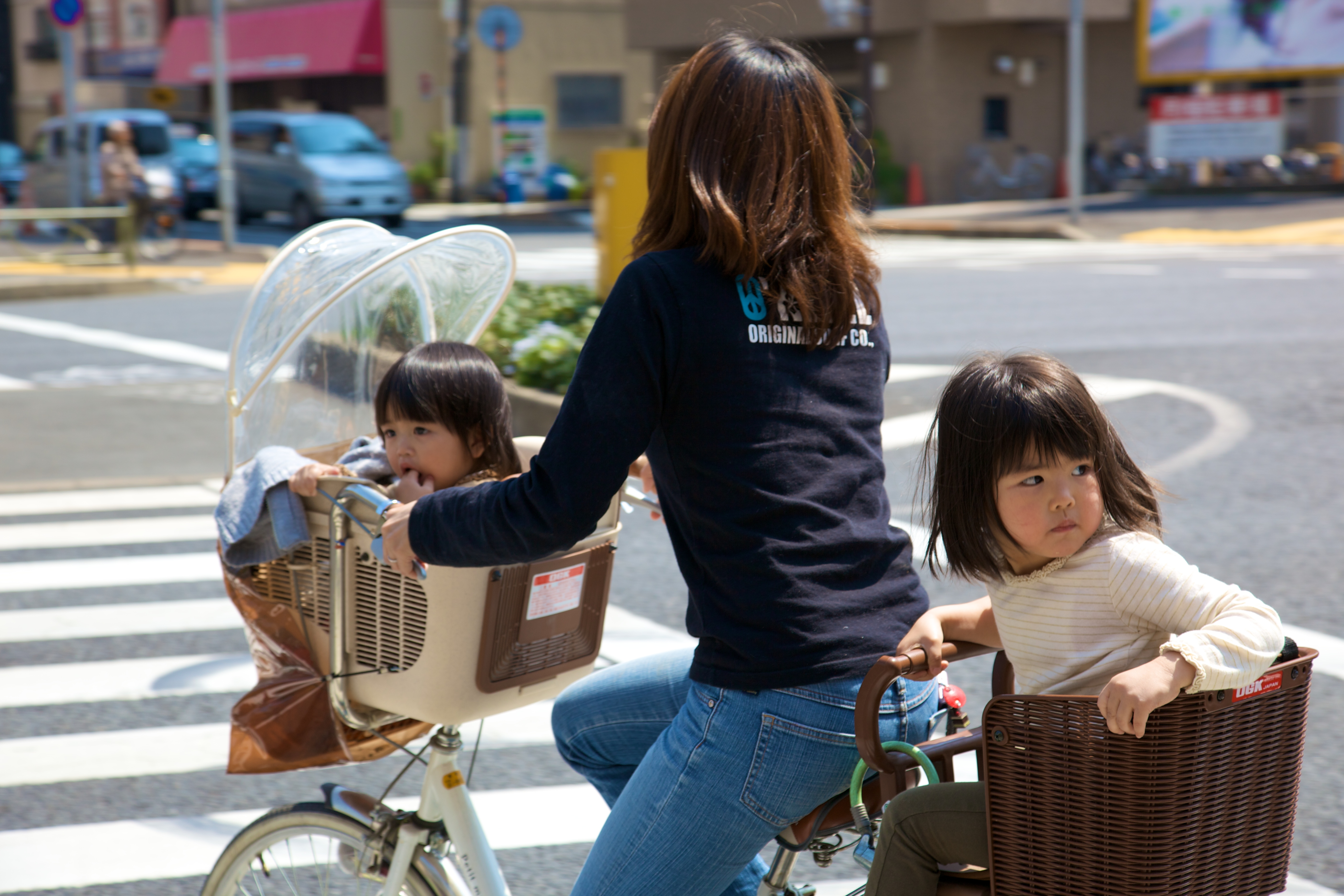
Rowerzystka z dziećmi w Japonii

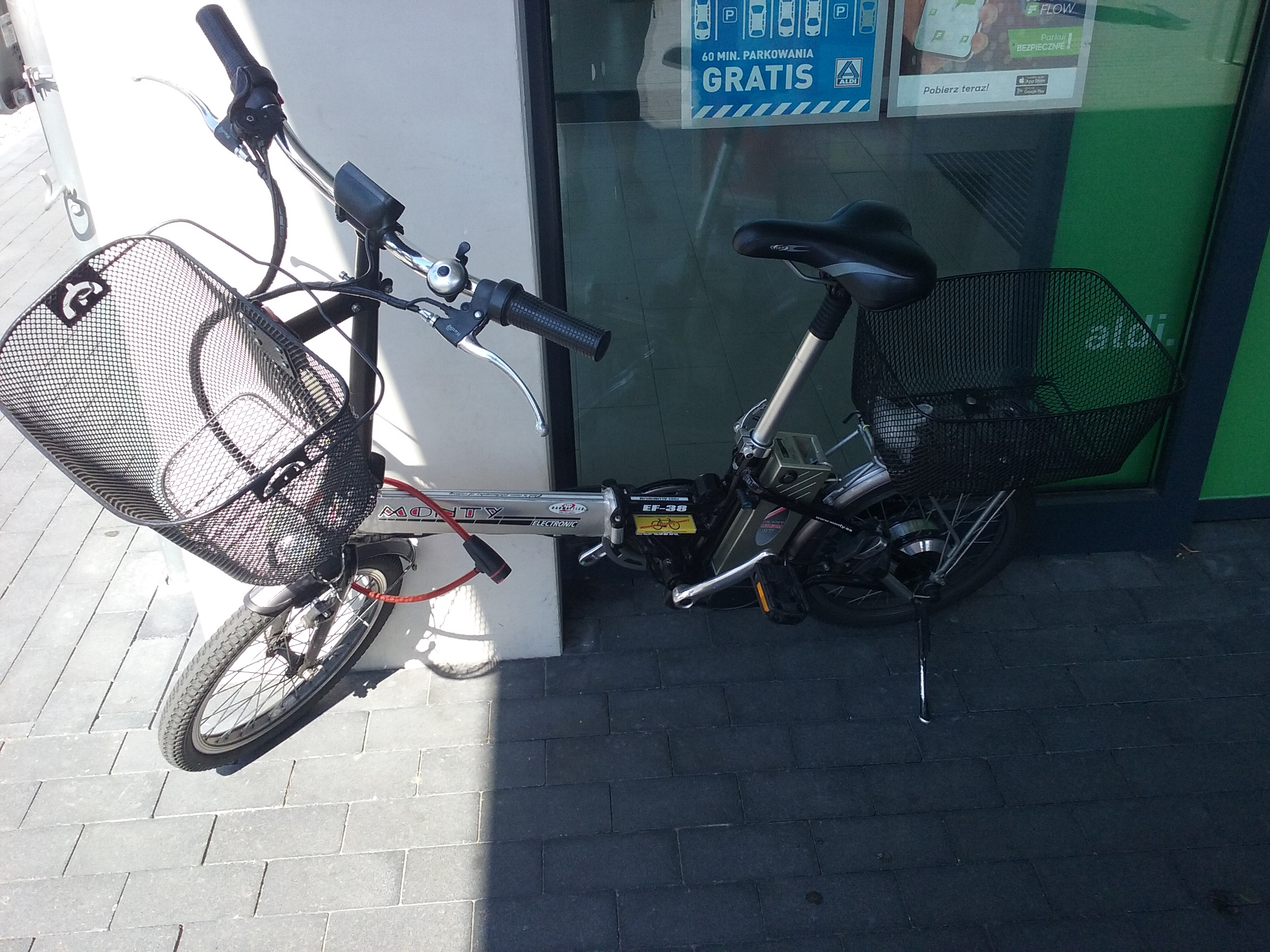
Prywatny rower wspomagany napędem elektrycznym przed dyskontem w Polsce

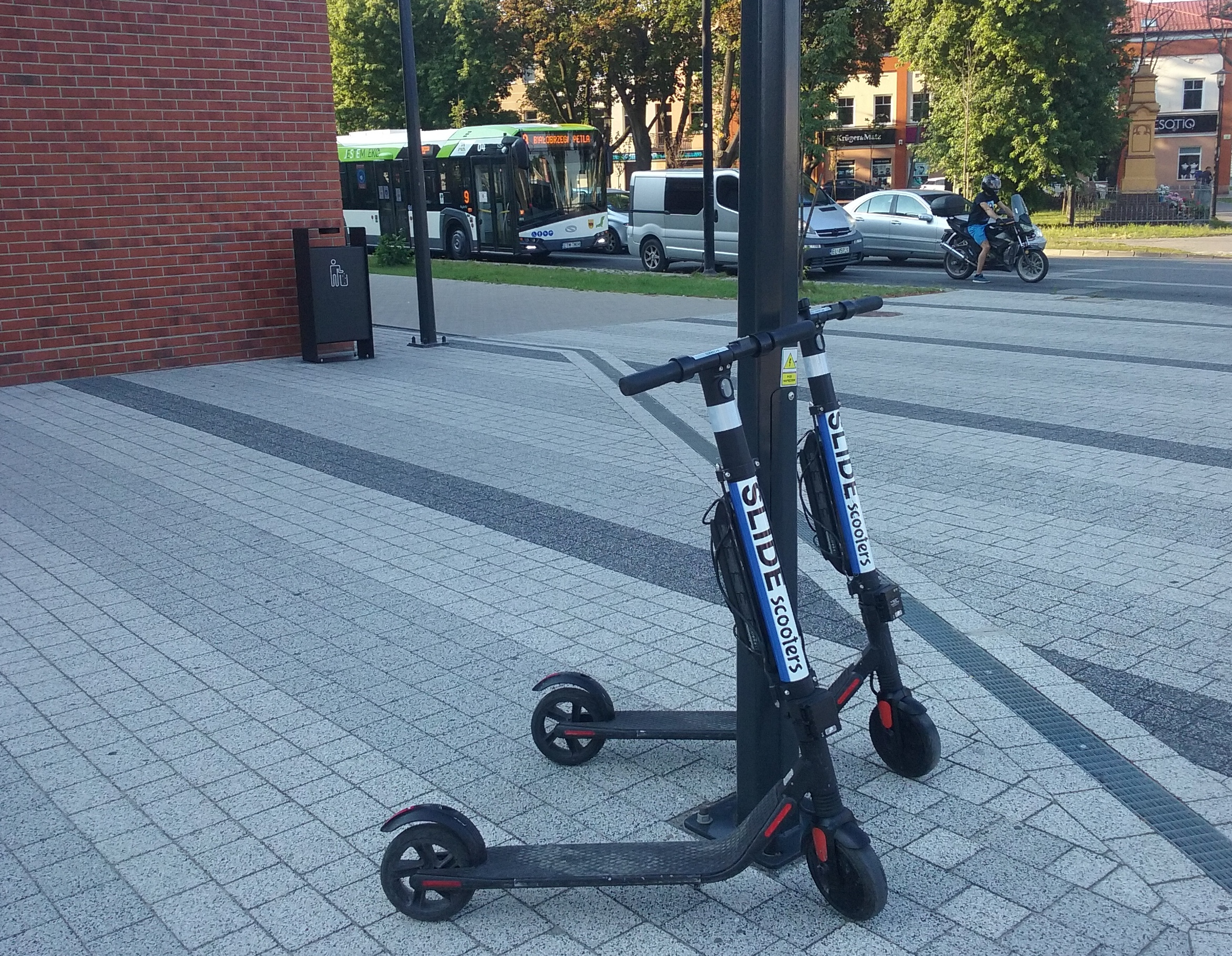
Współdzielone hulajnogi elektryczne w na tle środków transportu z napędem spalinowym

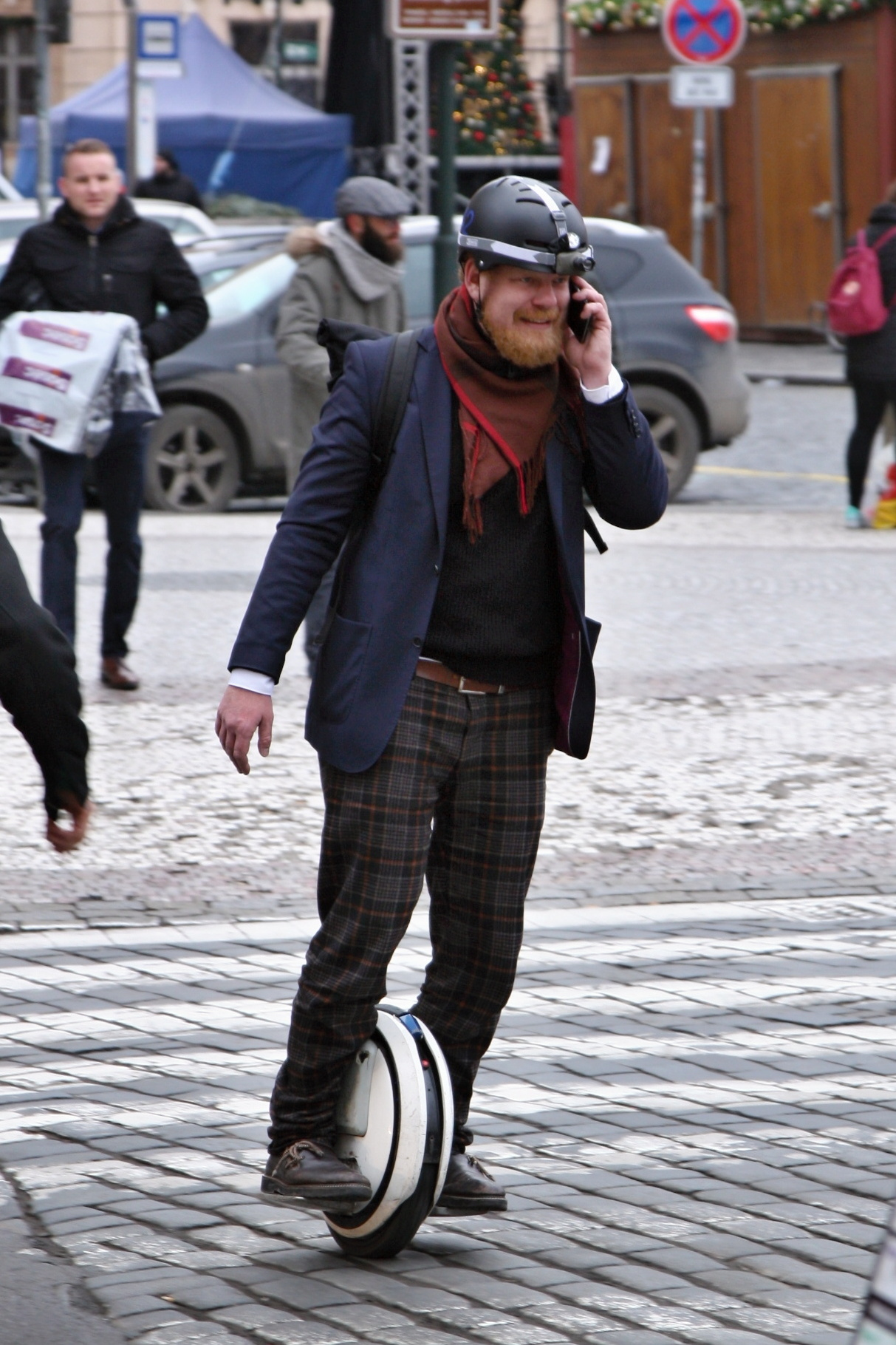
Monocyklista w Czechach

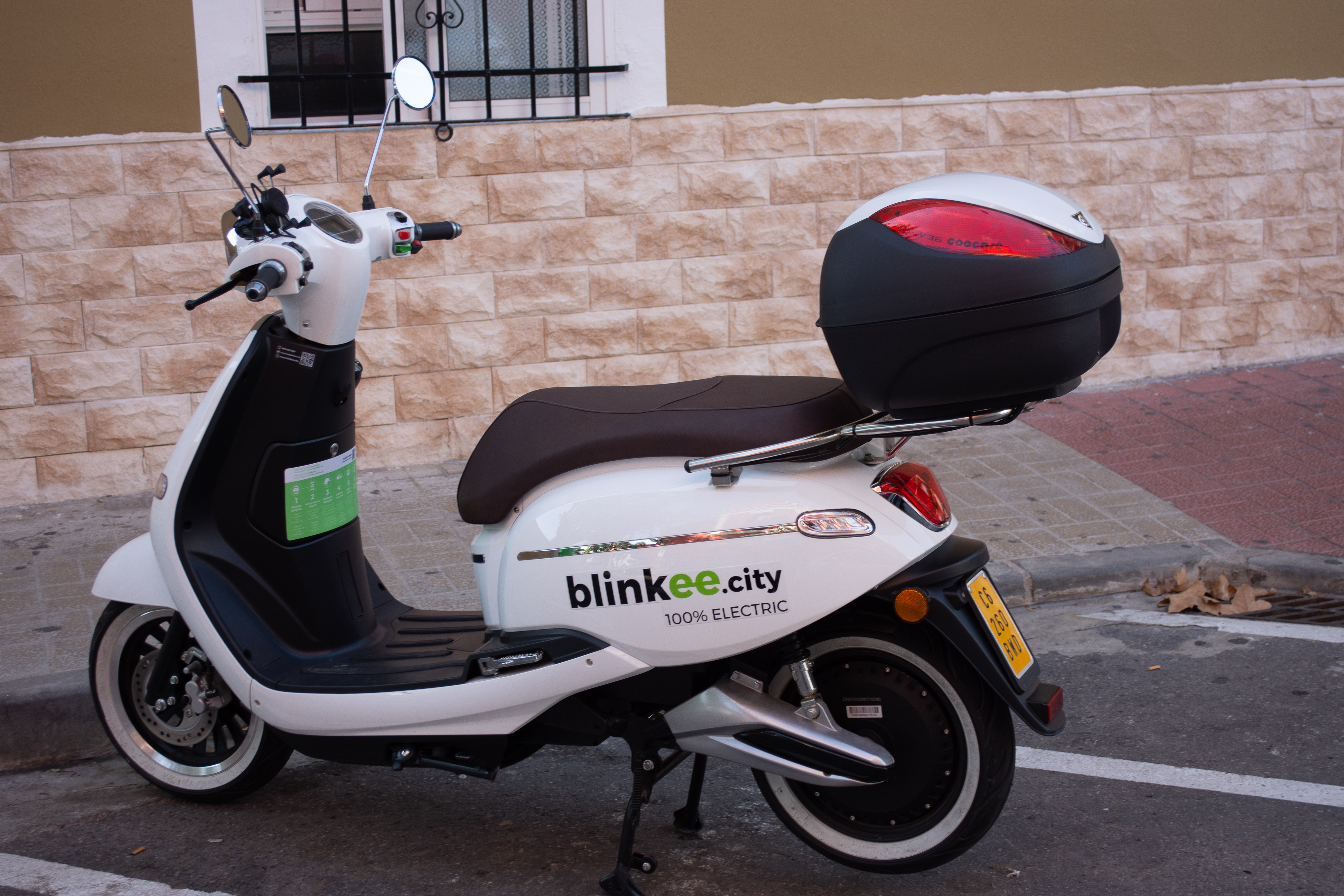
Współdzielony skuter elektryczny polskiego operatora Blinkee obsługujący hiszpańskie miasteczko Burjassot pod Walencją

Mikromobilność – rodzaj transportu osobowego, głównie miejskiego i aglomeracyjnego, wykorzystujący lekkie urządzenia bez napędu spalinowego w celu realizacji codziennych potrzeb życiowych.

## Charakterystyka
Konceptualizacja zjawiska – istniejącego co najmniej od czasów masowego wykorzystywania rowerów w końcu XIX wieku do lat 70. XX wieku (w społeczeństwach uprzemysłowionych) – nastąpiła stosunkowo niedawno, w związku z: wieloaspektowym dyskursem publicznym wokół negatywnych konsekwencji powszechnej eksploatacji motoryzacji opartej na silniku spalinowym; ponownie wzrastającą rolą roweru jako istotnego środka codziennego przemieszczania się (m.in. za sprawą przemian kulturowych wywołanych szerszą i dłuższą skolaryzacją); postępem technologicznym (zwiększanie pojemności akumulatorów, przy zmniejszaniu ich wielkości i masy), skutkującym upowszechnieniem napędu elektrycznego w transporcie osobistym. Popularyzacja posiadania smartfonów z dwoma systemami operacyjnymi (Android i iOS) uprościła natomiast obsługę opłat za pojazdy współdzielone, eliminując koszty obsługi obrotu gotówkowego oraz zmniejszając ryzyko kradzieży urządzeń od operatora dysponującego szeregiem danych wypożyczającego. Mikromobilność to codzienne przemieszczanie się ludzi z wykorzystaniem urządzeń bez napędu spalinowego umożliwiających indywidualne pokonywanie stosunkowo krótkich dystansów za pomocą: – jedynie tych urządzeń; – lub w połączeniu z innymi środkami transportu. Np. roweru w połączeniu z autobusem (miejskim lub dalekobieżnym), tramwajem lub pociągiem dojazdowym (szybką koleją miejską czy koleją aglomeracyjną łącząca mniejsze miasta i wsie z aglomeracją, np. stolicą województwa będącą miejscem pracy dla ludzi mieszkających w promieniu 100 km). Do urządzeń mikromobilności należą między innymi (zarówno prywatne, jak i współdzielone): rowery, rowery elektryczne, hulajnogi elektryczne, skutery elektryczne.

### Pierwszy i ostatni kilometr
Od końca XX wieku powszechnym stało się korzystanie z prywatnych samochodów, w których kierowca jest jedynym pasażerem. Jedną z głównych przyczyn umasowienia takiego modelu korzystania z samochodu jest bariera w dostępie do transportu zbiorowego – konieczność pokonania pieszo długiego dystansu do najbliższego przystanku komunikacji zbiorowej, a nierzadko później i do miejsca pracy (np. w przypadku centrów logistycznych pod miastami zatrudniających nawet kilka tysięcy osób). Jednocześnie dynamicznie rozrastające się aglomeracje, nawet z najlepszą komunikacją miejską i podmiejską, nie są w stanie zapewnić idealnej siatki połączeń, by przewieźć każdego pasażera na odległości jednego kilometra od domu. Mikromobilność w krajach europejskich staje się sposobem na rozwiązanie problemu tzw. pierwszego i ostatniego kilometra (w źródłach dyskursantów anglosaskich jest mowa o ostatniej mili).

## Właściwości transportu osobistego
Urządzenia wykorzystywane do mikromobilności, najogólniej klasyfikując, można rozróżnić pod względem napędu na: wykorzystujące siłę ludzkich mięśni oraz posiadające alternatywne do silników spalinowych jednostki napędowe.
Trendem wśród urządzeń współdzielonych jest bezgotówkowa obsługa opłat za ich wypożyczenie. Dzięki stosunkowo małym rozmiarom i niewielkiej masie ułatwiają one również poruszanie się po zatłoczonych miastach, szczególnie w godzinach szczytu i w dzielnicach z ograniczoną przestrzenią parkingową. Są zatem wykorzystywane często nie jako forma dojazdu do drugiego konwencjonalnego środka transportu, a jako jedyny transport przez osoby mieszkające do 10 km od celu podróży. Koszt i eksploatacja urządzeń mikromobilności jest dużo tańsza od transportu zbiorowego, a tym bardziej wszystkich kosztów związanych z eksploatacją prywatnego samochodu, dzięki czemu są szerzej dostępne. Również infrastruktura do obsługi urządzeń mikromobilności nie jest tak kosztowna jak budowa dróg pod samochody, nowych trakcji tramwajowych czy kolei. Wiele europejskich samorządów adaptuje pod niespalinowe jednoślady już istniejące drogi, wytyczając jedynie na nich wąski pas. Inną zaletą urządzeń mikromobilności jest cichy napęd (zanieczyszczenie hałasem stanowi coraz większy problem w Europie), i wpływ na zmniejszenie niskoemisyjnych zanieczyszczeń w borykających się ze smogiem miastach.

## Wykorzystanie komercyjne
Od początku drugiej dekady XXI wieku w Europie i USA rozwinęło się kilka dużych obecnie firm inwestujących w urządzenia do mikromobilności. Część z nich świadczy usługi w oparciu o programy rozwoju i uzupełnienia transportu miejskiego realizowane przez samorządy, a część samodzielnie. Do dużych firm świadczących usługi w miastach w wielu krajach, należą: niemiecki rowerowy Nextbike (w Polsce obecny m.in. w Trójmieście, w Warszawie i w Łodzi), City bike, holenderski Dott – dostarczające rowery elektryczne, specjalizująca się w hulajnogach elektrycznych amerykańska Lime czy operator skuterów na prąd Bird. W hulajnogi elektryczne inwestuje również największy konkurent Ubera – estoński Bolt. Wynajem rowerów świadczą też duże firmy państwowe, np. w Polsce PKP, a w Wielkiej Brytanii należąca do niemieckiego Deutsche Bahn – Arriva. Według McKinsey od 2010 w transport współdzielony spoza sektora automotive zainwestowano na świecie już 100 miliardów dolarów.

### W Polsce
Statystyki systemów rowerów miejskich w Polsce w 2015:
W 12-letniej historii rowerów wypożyczanych na minuty (ang. bike sharing) w Polsce rok 2020 był najtrudniejszy. Był to pierwszy sezon, który przyniósł spadki wskaźników opisujących rynek. Wprowadzone mniej restrykcyjne obostrzenia spowodowały, że branża w 70% odbudowała już swój szczytowy potencjał. W czwartym kwartale 2020, po pierwszych falach pandemii COVID-19, zdecydowaną przewagę w usługach wypożyczania rowerów miał w Polsce Nextbike dysponując flotą 16962 jednośladów. Kolejne pozycje zajmowały: Bike U – 990 rowerów, Roowee – 962, GoeVelo – 665, ComDrev – 150, Acro – 70, PKP Mobility – 35.
Pierwsze hulajnogi elektryczne w systemie najmu wprowadziła do Polski kalifornijska firma Lime, która jesienią 2018 udostępniła tę usługę najpierw we Wrocławiu, następnie w Warszawie. Był liderem, oferując 6,6 tysiąca urządzeń, drugą pozycję zajmował Bolt. Na koniec 2020 w Polsce działało 12 operatorów wynajmujących hulajnogi elektryczne w 39 miastach. Prywatne urządzenia mikromobilności nie są ewidencjonowane, ale według szacunków Innogy na koniec trzeciego kwartału 2020 Polacy posiadali do 100 tysięcy hulajnóg na prąd. Współdzielone skutery elektryczne można wynająć w 23 miastach dzięki trzem operatorom oferującym łącznie 1700 skuterów. 57% dochodów pochodzi jednak z czterech aglomeracji: Trójmiasta (281 pojazdów), Wrocławia (232), Warszawy (229) i Poznania (226).
Po pandemii COVID–19
Według badań Ipsos z 2022 roku 82% ankietowanych deklaruje umiejętność jazdy rowerem, 69% ankietowanych mieszkańców Polski deklaruje posiadanie własnego roweru. W badaniach dla Nationale-Nederlanden opublikowanym w raporcie z maja 2022 roku, 60 proc. Polaków zadeklarowało korzystanie z roweru lub hulajnogi elektrycznej w okresie wiosenno–letnim, zaś 40 proc. użytkowanie tych środków transportu przez cały rok. Jednocześnie 4 na 10 respondentów wskazało, że podczas jazdy rowerem lub hulajnogą odczuwa zagrożenie ze strony samochodów i autobusów. Niebezpiecznych incydentów z udziałem pieszych obawiało się ponad 20 proc. użytkowników ekologicznych środków transportu. Z danych Komendy Głównej Policji wynika, że w 2021 roku wydarzyło się 22 816 wypadków drogowych, z czego w 3 513 kolizjach uczestniczyli rowerzyści.